# Bitter & Sweet Release Tour Final
Bitter & Sweet Release Tour Final è il primo album live della cantante giapponese Beni. L'album contiene un DVD della registrazione del concerto di Beni, tenuto al BLITZ hall il 15 dicembre 2009.

## Tracce
CD
1. stardust
2. Anything Goes!!
3. Koi Kogarete
4. KIRA☆KIRA☆
5. Kiss Kiss Kiss
6. Dakishimete feat. Dohzi-T
7. Zutto Futari de (Piano Version)
8. SAKURAZAKA -桜坂- （Piano Version）
9. nice & slow
10. GO ON
11. Sign

DVD
1. Bitter & Sweet Intro
2. STAY
3. Stardust
4. Anything Goes!!
5. Koi Kogarete (恋焦がれて Yearning for Love?)
6. KIRA☆KIRA☆
7. Kiss Kiss Kiss
8. Shinjisasete (信じさせて Make Me Believe?)
9. Dakishimete feat. Dohzi-T (抱きしめて feat. 童子-T Hold Me?)
10. Zutto Futari de (Piano version) (ずっと二人で Always Together?)
11. SAKURAZAKA -桜坂- （Piano Version）
12. nice & slow
13. GO ON
14. Beautiful World
15. Mō Nido to... (もう二度と・・・ Never Again...?)
16. Sign (サイン Sain?)
17. Zutto Futari de DJ HASEBE REMIX